# Supercoppa italiana 2024 (pallacanestro femminile)
La Supercoppa italiana 2024, anche nota come Techfind Supercoppa Italiana, è stata la 29ª edizione della competizione ed è tornata a disputarsi dal 2018 nel format classico dell'unica partita tra la vincente dello Scudetto e la vincente della Coppa Italia, in casa della squadra Campione d'Italia. 
Il torneo è stato vinto per la terza volta dall'Umana Reyer Venezia, che ha sconfitto in finale la Famila Wuber Schio per 88-81. 

## Squadre partecipanti
- Umana Reyer Venezia,  campione d'Italia 2023-2024

- Famila Schio,  vincitrice della Coppa Italia 2024

## Tabellino
| Arbitri: | Enrico Boscolo (Chioggia) Salvatore Nuara (Treviso) Alberto Perocco (Ponzano Veneto) |

|             |          |                    |
| Kuier 24    | Punti    | 22 Salaün          |
| Villa 10    | Assist   | 5 Verona 5 Zanardi |
| Stanković 8 | Rimbalzi | 7 Andrè            |

## Squadra vincitrice
Umana Reyer Venezia (3º titolo):Caterina Logoh, Lisa Berkani, Kamiah Smalls, Matilde Villa, Giuditta Nicolodi, Francesca Pan, Dragana Stanković, Maria Miccoli, Lorela Cubaj, Martina Fassina, Mariella Santucci, Emma D'Este, Awak Kuier. Allenatore: Andrea Mazzon.